# Erlinsbach (Soleura)
Erlinsbach es una comuna suiza del cantón de Soleura, ubicada en el distrito de Gösgen. Limita al norte con las comunas de Kienberg y Erlinsbach (AG), al este con Aarau (AG), al sur con Eppenberg-Wöschnau, Schönenwerd y Niedergösgen, y al occidente con Stüsslingen, Rohr y Oltingen (BL).
La comuna es el resultado de la fusión entre las antiguas comunas de Niedererlinsbach y Obererlinsbach el 1 de enero de 2006.

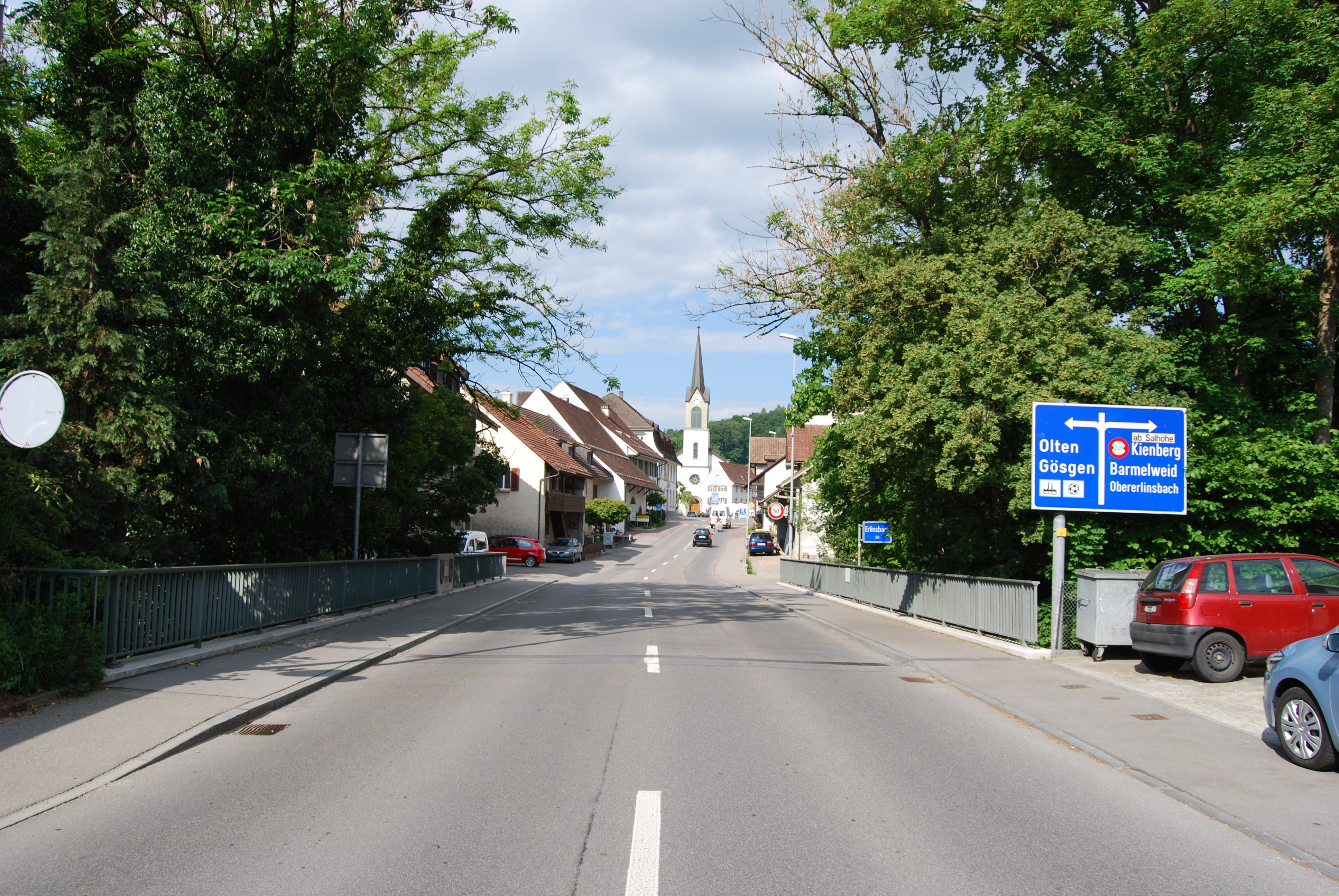
Erlinsbach SO